# Rossen Milanov

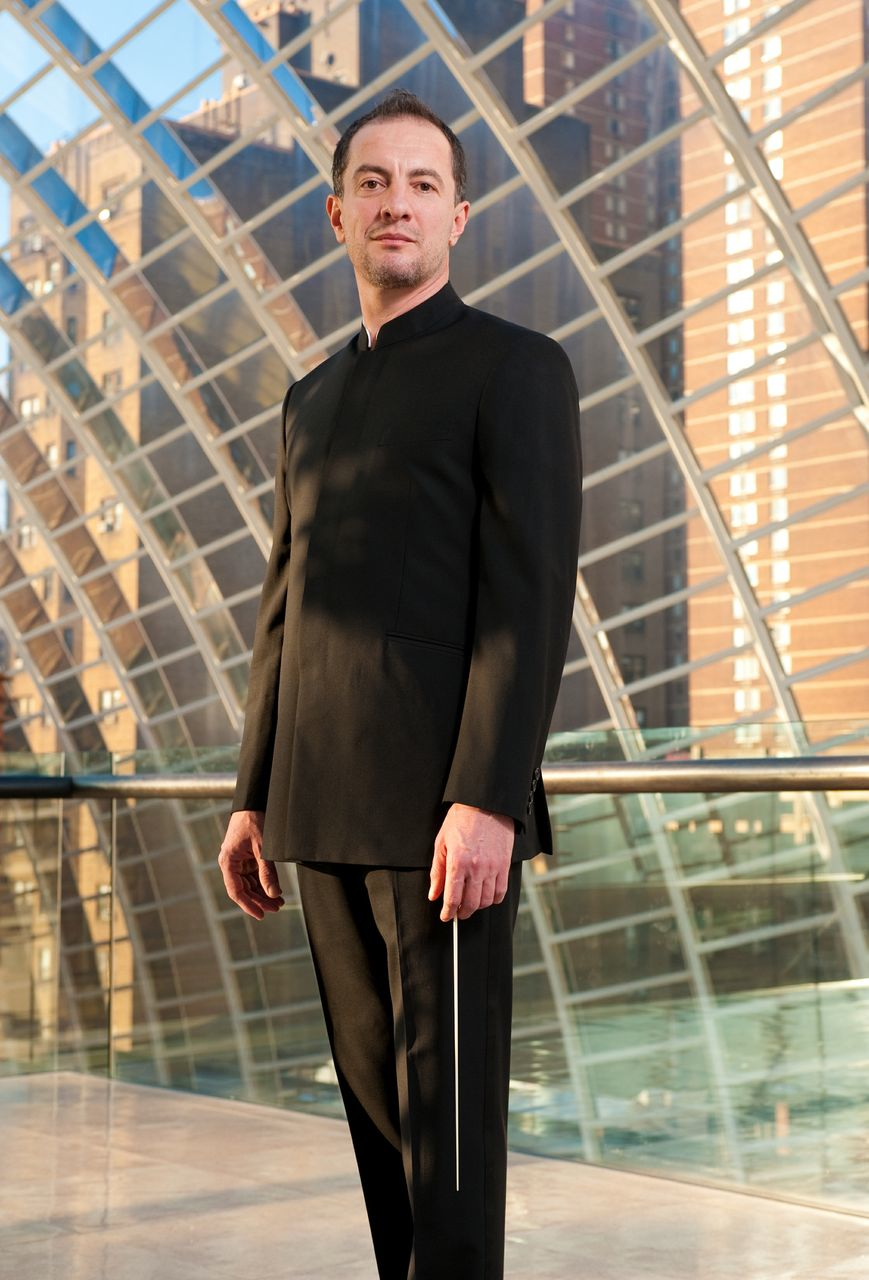
Rossen Milanov

Rossen Milanov (bulgarisch Росен Миланов, deutsche Transkription bulgarisch Rossen Milanow, * 13. Januar 1965 in Sofia, Bulgarien) ist ein bulgarischer Dirigent. Er ist Musikdirektor des Princeton Symphony Orchestras. der New Jersey Symphony in C, Chefdirigent des Orquesta Sinfonica del Principado de Asturias, in Spanien, Musikdirektor des Columbus Symphony Orchestras, Musikdirektor beim Sommerfestivalorchester der Chautauqua Symphony und war Musikdirektor des bulgarischen New Symphony Orchestras.

## Leben und Karriere

### Jugend
Milanov studierte in Sofia Oboe und Orchesterdirigat an der Nationalen Musikakademie „Prof. Pantscho Wladigerow“ und an der Duquesne University, wo er sein Studium mit dem Erhalt des Mastergrads als Oboevirtuose abschloss. Sein weiterer Weg führte ihn in den USA an das Curtis Institute of Music und mit einem Stipendium der Bruno Walter Memorial Scholarship an die Juilliard School, wo er sein künstlerisches Können als Dirigent in beiden Institutionen bei Otto-Werner Mueller vervollständigte.

### Karriere als Dirigent
Von 1994 bis 1999 war Milanov Dirigent des Juilliard School Pre-College Orchestra und Musikdirektor des Chicago Youth Symphony Orchestras von 1997 bis 2001. Im Jahr 2000 folgte er dem Ruf als erster Assistentdirigent an das Philadelphia Orchestra, bei dem er 2003 in den Stab der Chefdirigenten aufstieg und schließlich von 2006 bis 2010 die Position des künstlerischen Direktors des Ensembles Mann Center for the Performing Arts übernommen hatte. Gleichzeitig von 2003 bis 2008 war er Chefdirigent des Bulgarian National Radio Symphony Orchestras.
Im September 2014 übernahm Milanov mit einem Vertrag für zwei Jahre und einer Option für vier weitere Jahre als Musikdirektor ausgestattet, die Verantwortung für das Columbus Symphony Orchestra und einen Monat später in derselben Position das Sommerfestivalorchester des Chautauqua Symphony Orchestras.

### Auszeichnungen
2005 wurde Milanov als bulgarischer Musiker des Jahres ausgezeichnet. Er erhielt den Preis des bulgarischen Kulturministers für seine hervorragenden Verdienste um die bulgarische Kultur. 2011 erhielt er den ASCAP-Award für seine Verdienste um die künstlerische Entwicklung des Princeton Symphony Orchestra.

### Kooperationen
Milanov arbeitete mit Yo-Yo Ma, Itzhak Perlman, Joshua Bell, Midori und Christian Tetzlaff zusammen. Er dirigierte Premierenstücke von Richard Danielpour, Gabriel Prokofiev und Nicholas Maw sowie die Kompositionen der Gewinner der Abschlussarbeiten der Absolventen der Symphony in C.
Zudem war er Gastdirigent mit Klangkörpern wie den Milwaukee Symphony Orchestra, Grant Park Music Festival, Saint Paul Chamber Orchestra, Baltimore Symphony Orchestra, Orchestra of St. Lukes, BBC Symphony Orchestra, Royal Scottish National Orchestra, Scottish Chamber Orchestra, Orchestre de la Suisse Romande, Rotterdams Philharmonisch Orkest, Residentie Orkest, Orquesta Nacional de México, NHK Symphony Orchestra, Seoul Philharmonic Orchestra, Hong Kong Philharmonic Orchestra, Orquesta Sinfónica Nacional de Colombia und New Zealand Symphony Orchestra.
Als Dirigent bei verschiedenen Ballettaufführungen kooperierte er unter anderem mit Mats Ek am Opernhaus Zürich, mit Sabrina Matthews und Nils Christe am Kungliga Baletten in Stockholm, Benjamin Millepied und Andonis Foniadakis am Grand Théâtre de Genève und Jorma Elo in Philadelphia.

### Opern
An der Komischen Oper Berlin dirigierte er Dmitri Schostakowitschs Lady Macbeth von Mzensk, mit dem Philadelphia Orchestra Puccinis La bohème, und am Curtis Opera Theatre in Philadelphia, auch als Tonträger für Albany Records, Dominick Argentos Postcard from Morocco.

### Musiklehrer
Milanov ist Musikdirektor des Training Orchesters der Symphony in C und dem New Symphony Orchestra in seiner Heimatstadt Sofia. Zudem wirkt er regelmäßig an der Carnegie Hall für das Link Up Programm des Weill Music Institutes.

### Tonträger
Tonträger bespielte Milanov mit Schostakowitschs 15. Sinfonie, der 1. Sinfonie von Brahms und Joseph Jongens Sinfonia Concertante mit dem Philadelphia Orchestra, verlegt mit dem Titel A Grand Celebration für Gothic Label 2008. Mit dem Moskauer Philharmonischen Orchester bespielte er Tonträger mit Werken der russischen Komponistin Alla Pavlova für Naxos 2006. Aus den 2010er Jahren stammen Aufnahmen von Strawinskys Petruschka und Manuel de Fallas Der Dreispitz mit dem Orquesta Sinfonica del Principado de Asturias für Classic Concert Records.